# Serjania sinuata
Serjania sinuata är en kinesträdsväxtart som beskrevs av Julius Heinrich Karl Schumann. Serjania sinuata ingår i släktet Serjania och familjen kinesträdsväxter. Inga underarter finns listade i Catalogue of Life.